# Presidenza del Consiglio dell'Unione europea
La presidenza del Consiglio dell'Unione europea consiste nella responsabilità di gestire e coordinare il funzionamento del Consiglio dell'Unione europea nelle sue varie formazioni. Tale carica ruota ogni sei mesi tra i diversi Stati membri dell'Unione europea e non è ricoperta da una singola persona, ma è esercitata dall'intero governo del Paese che detiene la presidenza di turno. Dal 1º luglio al 31 dicembre 2025 la presidenza del Consiglio è detenuta dalla Danimarca.

## Storia
La presidenza del Consiglio dell'Unione europea è stata creata a partire dall'istituzione del Consiglio della Comunità economica europea con i trattati di Roma del 1957. La presidenza ha sempre funzionato a rotazione con turni semestrali; fino al Trattato di Amsterdam l'ordine di rotazione seguiva l'ordine alfabetico del nome degli Stati membri nella loro lingua ufficiale, mentre dopo di allora viene deciso dal Consiglio.
L'evoluzione più importante che ha riguardato la storia della presidenza del Consiglio è stata determinata dai progressivi allargamenti della CEE prima e dell'Unione europea poi: se i sei Stati fondatori detenevano un semestre di presidenza ogni tre anni, quando gli Stati membri raggiunsero le venticinque unità nel 2004 e poi le ventisette unità nel 2007 lo svolgimento della rotazione completa richiedeva più di un decennio e si rischiava un'eccessiva frammentazione del lavoro della presidenza.
Per questa ragione, negli ultimi anni sono state apportate alcune modifiche. Nel 2007 è stato introdotto il sistema delle presidenze a "trio", per cui tre presidenze di turno consecutive si accordano per seguire un programma comune di un anno e mezzo. Ciò consente maggiore continuità nelle priorità e nei lavori del Consiglio e favorisce un passaggio di esperienze e capacità amministrative, utile soprattutto per aiutare gli stati di nuova accessione che si trovano ad esercitare compiti di presidenza per la prima volta. Il sistema della presidenza a trio è stato istituzionalizzato con il Trattato di Lisbona nel 2009.
Il Trattato di Lisbona ha inoltre separato nettamente la presidenza del Consiglio dell'Unione europea dalla presidenza del Consiglio europeo: fino al 2009, lo Stato membro che deteneva la prima deteneva anche la seconda. Ora Consiglio europeo e Consiglio dell'Unione europea sono distinti in maniera più chiara, dato che il Trattato di Lisbona ha abolito il sistema della rotazione semestrale per la presidenza del Consiglio europeo, creando un presidente stabile, in grado di assicurare maggiore coerenza all'azione del Consiglio europeo. È stato invece mantenuto il sistema della rotazione per la presidenza del Consiglio dell'Unione europea, che però dispone di un'influenza minore che in precedenza.
Il Trattato di Lisbona ha anche riformato il ruolo dell'Alto rappresentante dell'Unione per gli affari esteri e la politica di sicurezza, che in precedenza fungeva anche da Segretario generale del Consiglio dell'Unione europea, separando le due figure. Il Trattato ha inoltre creato la formazione "Affari esteri" del Consiglio, separandola da quella "Affari generali"; la presidenza della formazione "Affari esteri" del Consiglio spetta sempre all'Alto rappresentante e non segue il sistema della rotazione semestrale.

## Funzionamento
L'art. 16(9) del Trattato sull'Unione Europea, come modificato dal Trattato di Lisbona, recita:
Siccome il Consiglio dell'Unione europea si riunisce in formazioni diverse a seconda dell'argomento di discussione, la presidenza delle varie riunioni spetta, tra i ministri dello Stato che detiene la presidenza semestrale, al ministro competente per quella materia. Ad esempio, le riunioni del Consiglio in formazione "Affari economici e finanziari" (Ecofin) viene presieduta dal ministro dell'economia di quello Stato, quelle in formazione "Ambiente" dal ministro dell'ambiente, e così via.
L'ordine di rotazione della presidenza viene stabilito dal Consiglio all'unanimità.
Dall'inizio del 2007 è in funzione il sistema della presidenza sotto forma di trio, per cui tre presidenze di turno consecutive si coordinano e cercano di assicurare una certa coerenza per il ciclo di diciotto mesi in cui vengono detenute.
La presidenza di turno del Consiglio è assistita da un segretariato generale.

## Poteri e funzioni
Il compito principale della presidenza del Consiglio dell'Unione europea consiste nell'organizzare le riunioni del Consiglio e nel presiederle (ad eccezione del Consiglio in formazione "Affari esteri", che è sempre presieduto dall'Alto rappresentante dell'Unione per gli affari esteri e la politica di sicurezza). Lo Stato che detiene la presidenza assicura inoltre la rappresentanza del Consiglio all'esterno.
Lo Stato che detiene la presidenza ha il potere di individuare delle priorità per l'azione e di proporre gli argomenti all'ordine del giorno delle riunioni del Consiglio, anche se deve svolgere la sua funzione in modo imparziale, evitando di concentrare i lavori del Consiglio su temi poco rilevanti per l'Unione europea nel suo complesso o per gli altri stati membri. Lo Stato che detiene la presidenza ha inoltre il compito di coordinare e guidare i negoziati tra gli stati membri che si svolgono all'interno del Consiglio e ha la responsabilità di dialogare con la Commissione europea e con il Parlamento europeo, soprattutto nei casi di codecisione.
Detenere la presidenza di turno del Consiglio costituisce un'opportunità per gli stati membri, che possono affermare o accrescere la propria influenza e il proprio prestigio e possono influenzare l'agenda politica dell'Unione europea. Ovviamente detenere la presidenza di turno costituisce anche un rischio per gli stati membri, che possono rivelarsi non in grado di svolgere in maniera soddisfacente l'incarico, per ragioni di incapacità politica o di inesperienza e scarsa preparazione diplomatica.